# Erick Pulgar
Erick Antonio Pulgar Farfán (Antofagasta, 1994. január 15. –) chilei labdarúgó, a Galatasaray középpályása.